# Аоки Конъё
Аоки Конъё (яп. 青木 昆陽 Аоки Конъё:, 19 июня 1689 — 11 сентября 1769) — японский учёный, конфуцианец, агроном, пионер в области «голландских наук» рангаку середины периода Эдо.
Настоящее имя Аоки Конъё — Бундзо (яп. 文蔵), взрослое имя — Ацунори (яп. 敦書), прозвище — Кохо (яп. 厚甫). Конъё — псевдоним учёного.

## Биография
Аоки Конъё родился в 1689 году в городе Эдо, в семье торговца рыбой. В 22 года он стал учеником конфуцианца Ито Тогая. Двумя годами позже Аоки вернулся в Эдо, где стал преподавать конфуцианство.
По рекомендации поэта Като Энао, вассала сёгуната, он сошёлся с местным чиновником мати-бугё Оокой Тадасукэ, которому представил свой труд «Исследование батата» о выращивании и хранении сладкого картофеля — панацеи в неурожайные и голодные годы. В связи с этим, в 1735 году Аоки был назначен ответственным за выращивание этой культуры в Восточной Японии.
При посредничестве Ооки Тадасукэ он получил доступ к правительственным официальным библиотекам, а в 1739 году был назначен на государственную должность закупщика книг. В 1742 году по приказу сёгуна Токугавы Ёсимунэ научиться изготавливать лекарства для глаз Аоки Конъё брал консультации у голландцев, которые прибывали в Эдо на аудиенцию к главе самурайского правительства. Начиная с 1743 года эти консультации стали ежегодными.
Аоки Конъё издал несколько научных трудов:
- «Исследование голландской валюты» (яп. 和蘭貨幣考)
- «Перевод голландских застольных песен» (яп. 和蘭勧酒歌考)
- «Перевод голландских разговоров» (яп. 和蘭話訳)
- «Перевод голландских текстов» (яп. 和蘭文訳)
- «Исследование голландской скорописи» (яп. 和蘭文字略考)

и другие.
Его работы были новаторскими для тогдашней Японии, поскольку предлагали изучать европейские науки и заимствовать их достижения на благо собственной страны.
В 1767 году Аоки получил должность государственного урядника книг (яп. 書物奉行), а через два года умер от болезни.
За свои заслуги в выращивании батата, который спас много жизней в Восточной Японии в голодные годы, Аоки Конъё был прозван будущими поколениями «бататовым учителем», кансё сэнсэй. На месте его экспериментов с бататом было построено святилище Конъё, в котором покойного учёного чествовали под именем «Бога картофеля» (芋神様 Имогами-сама).
Учеником Аоки был Маэно Рётаку, один из составителей «Нового учебника по анатомии», первого труда по европейской медицине в Японии.